# Temporada 1991 de la NFL
La Temporada 1991 de la NFL fue la 72.ª en la historia de la NFL.En la temporada regular se juegan 16 partidos durante 17 semanas. Posteriormente se juegan los playoffs, que determinan los equipos que se clasificarán para la gran final: el Super Bowl. La temporada finalizó con el Super Bowl XXVI cuando los Washington Redskins vencieron a los Buffalo Bills.

## Temporada regular
V = Victorias, D = Derrotas, E = Empates, CTE = Cociente de victorias [V+(E/2)]/(V+D+E), PF= Puntos a favor, PC = Puntos en contra
| Clasificado para los playoffs |

| Buffalo Bills(1)     | 13 | 3  | 0 | .813 | 458 | 318 |
| New York Jets(6)     | 8  | 8  | 0 | .500 | 314 | 293 |
| Miami Dolphins       | 8  | 8  | 0 | .500 | 343 | 349 |
| New England Patriots | 6  | 10 | 0 | .375 | 211 | 305 |
| Indianapolis Colts   | 1  | 15 | 0 | .063 | 143 | 381 |

| Houston Oilers(3)   | 11 | 5  | 0 | .688 | 386 | 251 |
| Pittsburgh Steelers | 7  | 9  | 0 | .438 | 292 | 344 |
| Cleveland Browns    | 6  | 10 | 0 | .375 | 293 | 298 |
| Cincinnati Bengals  | 3  | 13 | 0 | .188 | 263 | 435 |

| Denver Broncos(2)      | 12 | 4  | 0 | .750 | 304 | 235 |
| Kansas City Chiefs(4)  | 10 | 6  | 0 | .625 | 322 | 252 |
| Los Angeles Raiders(5) | 9  | 7  | 0 | .563 | 298 | 297 |
| Seattle Seahawks       | 7  | 9  | 0 | .438 | 276 | 261 |
| San Diego Chargers     | 4  | 12 | 0 | .250 | 274 | 342 |

| Washington Redskins(1) | 14 | 2  | 0 | .875 | 485 | 224 |
| Dallas Cowboys(5)      | 11 | 5  | 0 | .688 | 342 | 310 |
| Philadelphia Eagles    | 10 | 6  | 0 | .625 | 285 | 244 |
| New York Giants        | 8  | 8  | 0 | .500 | 281 | 297 |
| Phoenix Cardinals      | 4  | 12 | 0 | .250 | 196 | 344 |

| Detroit Lions(2)     | 12 | 4  | 0 | .750 | 339 | 295 |
| Chicago Bears(4)     | 11 | 5  | 0 | .688 | 299 | 269 |
| Minnesota Vikings    | 8  | 8  | 0 | .500 | 301 | 306 |
| Green Bay Packers    | 4  | 12 | 0 | .250 | 273 | 313 |
| Tampa Bay Buccaneers | 3  | 13 | 0 | .188 | 199 | 365 |

| New Orleans Saints(3) | 11 | 5  | 0 | .688 | 341 | 211 |
| Atlanta Falcons(6)    | 10 | 6  | 0 | .625 | 361 | 338 |
| San Francisco 49ers   | 10 | 6  | 0 | .625 | 393 | 239 |
| Los Angeles Rams      | 3  | 13 | 0 | .188 | 234 | 390 |

### Desempates
- N.Y. Jets finalizó por delante de Miami en la AFC Este basado en enfrentamientos directos (2-0).
- Chicago fue el cuarto cabeza de serie de la NFC por delante de Dallas basado en un mejor registro de conferencia (9-2 contra 8-4 de los Cowboys).
- Atlanta finalizó por delante de San Francisco en la NFC Oeste basado en enfrentamientos directos (2-0)y fue el sexto cabeza de serie de la NFC por delante de Philadelphia basado en un mejor registro de conferencia (7-5 contra 6-6 de los Eagles).

## Postemporada
|  | Ronda Wild Card                       | Ronda Wild Card                       | Ronda Wild Card                       |    |             | Ronda divisional                | Ronda divisional                | Ronda divisional                |                                  |                                  | Finales de conferencia           | Finales de conferencia | Finales de conferencia |  |  | Super Bowl | Super Bowl | Super Bowl |
|  |                                       |                                       |                                       |    |             |                                 |                                 |                                 |                                  |                                  |                                  |                        |                        |  |  |            |            |            |
|  | 29 de diciembre – Soldier Field       | 29 de diciembre – Soldier Field       | 29 de diciembre – Soldier Field       |    |             | 5 de enero – Pontiac Silverdome | 5 de enero – Pontiac Silverdome | 5 de enero – Pontiac Silverdome |                                  |                                  |                                  |                        |                        |  |  |            |            |            |
|  | 29 de diciembre – Soldier Field       | 29 de diciembre – Soldier Field       | 29 de diciembre – Soldier Field       |    |             | 5 de enero – Pontiac Silverdome | 5 de enero – Pontiac Silverdome | 5 de enero – Pontiac Silverdome |                                  |                                  |                                  |                        |                        |  |  |            |            |            |
|  | 29 de diciembre – Soldier Field       | 29 de diciembre – Soldier Field       | 29 de diciembre – Soldier Field       |    |             | 5 de enero – Pontiac Silverdome | 5 de enero – Pontiac Silverdome | 5 de enero – Pontiac Silverdome |                                  |                                  |                                  |                        |                        |  |  |            |            |            |
|  | 29 de diciembre – Soldier Field       | 29 de diciembre – Soldier Field       | 29 de diciembre – Soldier Field       |    |             | 5 de enero – Pontiac Silverdome | 5 de enero – Pontiac Silverdome | 5 de enero – Pontiac Silverdome |                                  |                                  |                                  |                        |                        |  |  |            |            |            |
|  | #5                                    | Dallas                                | 17                                    |    |             | 5 de enero – Pontiac Silverdome | 5 de enero – Pontiac Silverdome | 5 de enero – Pontiac Silverdome |                                  |                                  |                                  |                        |                        |  |  |            |            |            |
|  | #5                                    | Dallas                                | 17                                    | #5 | Dallas      | 6                               |                                 |                                 |                                  |                                  |                                  |                        |                        |  |  |            |            |            |
|  | #4                                    | Chicago                               | 13                                    | #5 | Dallas      | 6                               |                                 |                                 | 12 de enero - RFK Stadium        | 12 de enero - RFK Stadium        | 12 de enero - RFK Stadium        |                        |                        |  |  |            |            |            |
|  | #4                                    | Chicago                               | 13                                    | #2 | Detroit     | 38                              |                                 |                                 | 12 de enero - RFK Stadium        | 12 de enero - RFK Stadium        | 12 de enero - RFK Stadium        |                        |                        |  |  |            |            |            |
|  |                                       |                                       |                                       | #2 | Detroit     | 38                              |                                 |                                 | 12 de enero - RFK Stadium        | 12 de enero - RFK Stadium        | 12 de enero - RFK Stadium        |                        |                        |  |  |            |            |            |
|  |                                       |                                       |                                       |    |             |                                 |                                 |                                 | 12 de enero - RFK Stadium        | 12 de enero - RFK Stadium        | 12 de enero - RFK Stadium        |                        |                        |  |  |            |            |            |
|  | 28 de diciembre – Louisiana Superdome | 28 de diciembre – Louisiana Superdome | 28 de diciembre – Louisiana Superdome | #2 | Detroit     | 10                              |                                 |                                 |                                  |                                  |                                  |                        |                        |  |  |            |            |            |
|  | 28 de diciembre – Louisiana Superdome | 28 de diciembre – Louisiana Superdome | 28 de diciembre – Louisiana Superdome | #2 | Detroit     | 10                              | 4 de enero – RFK Stadium        |                                 |                                  |                                  |                                  |                        |                        |  |  |            |            |            |
|  | 28 de diciembre – Louisiana Superdome | 28 de diciembre – Louisiana Superdome | 28 de diciembre – Louisiana Superdome |    | #1          | Washington                      | 41                              |                                 |                                  |                                  |                                  |                        |                        |  |  |            |            |            |
|  | 28 de diciembre – Louisiana Superdome | 28 de diciembre – Louisiana Superdome | 28 de diciembre – Louisiana Superdome |    | #1          | Washington                      | 41                              |                                 |                                  |                                  |                                  |                        |                        |  |  |            |            |            |
|  | #6                                    | Atlanta                               | 27                                    |    |             |                                 |                                 |                                 |                                  |                                  |                                  |                        |                        |  |  |            |            |            |
|  | #6                                    | Atlanta                               | 27                                    | #6 | Atlanta     | 7                               |                                 |                                 |                                  |                                  |                                  |                        |                        |  |  |            |            |            |
|  | #3                                    | New Orleans                           | 20                                    | #6 | Atlanta     | 7                               |                                 |                                 | 30 de enero – Humphrey Metrodome | 30 de enero – Humphrey Metrodome | 30 de enero – Humphrey Metrodome |                        |                        |  |  |            |            |            |
|  | #3                                    | New Orleans                           | 20                                    | #1 | Washington  | 24                              |                                 |                                 | 30 de enero – Humphrey Metrodome | 30 de enero – Humphrey Metrodome | 30 de enero – Humphrey Metrodome |                        |                        |  |  |            |            |            |
|  |                                       |                                       |                                       | #1 | Washington  | 24                              |                                 |                                 |                                  | 30 de enero – Humphrey Metrodome | 30 de enero – Humphrey Metrodome |                        |                        |  |  |            |            |            |
|  |                                       |                                       |                                       |    |             |                                 |                                 |                                 |                                  | 30 de enero – Humphrey Metrodome | 30 de enero – Humphrey Metrodome |                        |                        |  |  |            |            |            |
|  | 29 de diciembre – Astrodome           | 29 de diciembre – Astrodome           | 29 de diciembre – Astrodome           | N1 | Washington  | 37                              |                                 |                                 |                                  |                                  |                                  |                        |                        |  |  |            |            |            |
|  | 29 de diciembre – Astrodome           | 29 de diciembre – Astrodome           | 29 de diciembre – Astrodome           | N1 | Washington  | 37                              | 4 de enero – Mile High Stadium  |                                 |                                  |                                  |                                  |                        |                        |  |  |            |            |            |
|  | 29 de diciembre – Astrodome           | 29 de diciembre – Astrodome           | 29 de diciembre – Astrodome           |    | A1          | Buffalo                         | 24                              |                                 |                                  |                                  |                                  |                        |                        |  |  |            |            |            |
|  | 29 de diciembre – Astrodome           | 29 de diciembre – Astrodome           | 29 de diciembre – Astrodome           |    | A1          | Buffalo                         | 24                              |                                 |                                  |                                  |                                  |                        |                        |  |  |            |            |            |
|  | #6                                    | N.Y. Jets                             | 10                                    |    |             |                                 |                                 |                                 |                                  |                                  |                                  |                        |                        |  |  |            |            |            |
|  | #6                                    | N.Y. Jets                             | 10                                    | #3 | Houston     | 24                              |                                 |                                 |                                  |                                  |                                  |                        |                        |  |  |            |            |            |
|  | #3                                    | Houston                               | 17                                    | #3 | Houston     | 24                              |                                 |                                 | 12 de enero - Rich Stadium       | 12 de enero - Rich Stadium       | 12 de enero - Rich Stadium       |                        |                        |  |  |            |            |            |
|  | #3                                    | Houston                               | 17                                    | #2 | Denver      | 26                              |                                 |                                 | 12 de enero - Rich Stadium       | 12 de enero - Rich Stadium       | 12 de enero - Rich Stadium       |                        |                        |  |  |            |            |            |
|  |                                       |                                       |                                       | #2 | Denver      | 26                              |                                 |                                 | 12 de enero - Rich Stadium       | 12 de enero - Rich Stadium       | 12 de enero - Rich Stadium       |                        |                        |  |  |            |            |            |
|  |                                       |                                       |                                       |    |             |                                 |                                 |                                 | 12 de enero - Rich Stadium       | 12 de enero - Rich Stadium       | 12 de enero - Rich Stadium       |                        |                        |  |  |            |            |            |
|  | 28 de diciembre – Arrowhead Stadium   | 28 de diciembre – Arrowhead Stadium   | 28 de diciembre – Arrowhead Stadium   | #2 | Denver      | 7                               |                                 |                                 |                                  |                                  |                                  |                        |                        |  |  |            |            |            |
|  | 28 de diciembre – Arrowhead Stadium   | 28 de diciembre – Arrowhead Stadium   | 28 de diciembre – Arrowhead Stadium   | #2 | Denver      | 7                               | 5 de enero – Rich Stadium       |                                 |                                  |                                  |                                  |                        |                        |  |  |            |            |            |
|  | 28 de diciembre – Arrowhead Stadium   | 28 de diciembre – Arrowhead Stadium   | 28 de diciembre – Arrowhead Stadium   |    | #1          | Buffalo                         | 10                              |                                 |                                  |                                  |                                  |                        |                        |  |  |            |            |            |
|  | 28 de diciembre – Arrowhead Stadium   | 28 de diciembre – Arrowhead Stadium   | 28 de diciembre – Arrowhead Stadium   |    | #1          | Buffalo                         | 10                              |                                 |                                  |                                  |                                  |                        |                        |  |  |            |            |            |
|  | #5                                    | L.A. Raiders                          | 6                                     |    |             |                                 |                                 |                                 |                                  |                                  |                                  |                        |                        |  |  |            |            |            |
|  | #5                                    | L.A. Raiders                          | 6                                     | #4 | Kansas City | 14                              |                                 |                                 |                                  |                                  |                                  |                        |                        |  |  |            |            |            |
|  | #4                                    | Kansas City                           | 10                                    | #4 | Kansas City | 14                              |                                 |                                 |                                  |                                  |                                  |                        |                        |  |  |            |            |            |
|  | #4                                    | Kansas City                           | 10                                    | #1 | Buffalo     | 37                              |                                 |                                 |                                  |                                  |                                  |                        |                        |  |  |            |            |            |
|  |                                       |                                       |                                       | #1 | Buffalo     | 37                              |                                 |                                 |                                  |                                  |                                  |                        |                        |  |  |            |            |            |

- Local en cada partido: El local en cada partido es el equipo mejor clasificado, el equipo de abajo en el cuadro, excepto en el Super Bowl que es un estadio neutral.

## Premios anuales
Al final de temporada se entregan diferentes premios reconociendo el valor del jugador durante la temporada entera.
| Premio                     | Ganador         | Posición         | Equipo               |
| -------------------------- | --------------- | ---------------- | -------------------- |
| Jugador más valioso        | Thurman Thomas  | Running back     | Buffalo Bills        |
| Jugador ofensivo del año   | Thurman Thomas  | Running back     | Buffalo Bills        |
| Jugador defensivo del año  | Pat Swilling    | Linebacker       | New Orleans Saints   |
| Entrenador del año         | Wayne Fontes    | Head Coach       | Detroit Lions        |
| Novato ofensivo del año    | Leonard Russell | Running back     | New England Patriots |
| Novato defensivo del año   | Mike Croel      | Linebacker       | Denver Broncos       |
| Regreso del año            | Jim McMahon     | Quarterback      | Philadelphia Eagles  |
| Hombre del Año             | Anthony Muñoz   | Offensive tackle | Cincinnati Bengals   |
| Jugador más valioso del SB | Mark Rypien     | Quarterback      | Washington Redskins  |